# Anne Fortier
Anne Fortier   (Dinamarca, 10 de novembre de 1971)Anne Fortier (Holstebro, Midtjylland, 10 de novembre de 1971) és una escriptora danesa-canadenca que viu als Estats Units i al Canadà des de 2002.

## Carrera
Fortier publicà el seu primer manuscrit a l'edat de 13 anys. Des de llavors, ha escrit les novel·les Hyrder på bjerget (en danés, 2005), Juliet (en anglés, 2010), Julie (coescrita amb Nina Cargol en danés, 2013), Amazonerne Anillo (en danés, 2013) i La Germania perduda (en anglés, 2014). La novel·la Juliet es desenvolupa a Siena (Itàlia) i està basada en la història de Romeu i Julieta. Fou un best-seller del New York Times i al 2019 es va estrenar una adaptació al cinema a càrrec del director James Mangold.

## Altres treballs
Fortier també ha coproduït el documental guanyador d'un Emmy Fire and Ice: The Winter War of Finland and Russia.
Fortier té un Ph.D. en història de la filosofia per l'Aarhus University de Dinamarca.